# Distrito de Janjaillo

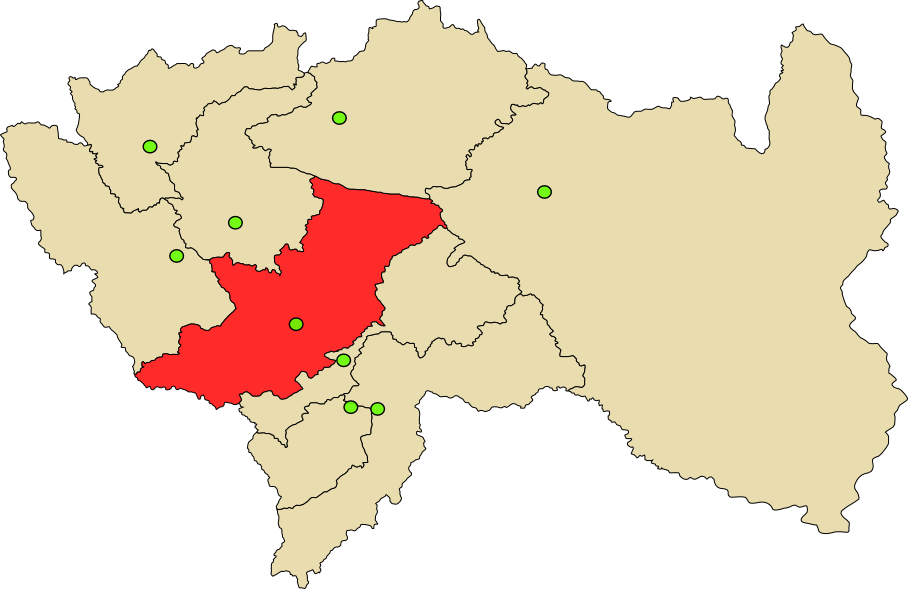
Provincia de Jauja en el Departamento de Junín

El Distrito de Janjaillo es uno de los treinta y cuatro distritos que conforman la provincia de Jauja, ubicada en el Departamento de Junín, bajo la administración del Gobierno Regional de Junín, en la sierra central de Perú.
Dentro de la división eclesiástica de la Iglesia Católica del Perú, pertenece a la Vicaría IV de la Arquidiócesis de Huancayo

## Historia
Por Ley s/n, fue elevado a la categoría de Pueblo el 26 de octubre de 1886.
El distrito fue creado mediante Ley N.º 13202 del 15 de abril de 1959, en el segundo gobierno del Presidente Manuel Prado Ugarteche.

## Geografía
Latitud Sur			: 	11° 45’ 27”
Longitud Oeste			: 	75° 35’ 55”
Se ubica en la depresión interandina de las cordilleras occidental, oriental y subandina de los Andes Centrales del Perú. Al centro occidental del departamento de Junín, ocupando el lado Norte del Valle del Mantaro y en la Zona Altina del Valle de Yanamarca, pertenece a la Quebrada del Río Mantaro margen Izquierda por donde encuentra su accesibilidad principal.
La superficie del distrito es de 31,57 km², se encuentra a 3 698 m s. n. m. Punto más bajo: 3 400 m.s.n.m (confluencia R. Mantaro y R. Quishuarcancha); Punto más alto: 4200 ms.n.m. (Cerro Chucchoquilca)

### Límites
N.º	ORIENTACIÓN DISTRITOS PROVINCIA
1. Norte   Pomacancha - Tunanmarca Jauja
2. Sur     Curicaca - Llocllapampa Jauja
3. Este    Marco Jauja
4. Oeste   Curicaca Jauja

### Capital
Su capital es el pueblo de Janjaillo Altitud de la capital del distrito: 3 850 m.s.n.m.

## Población
El Distrito de Janjaillo presenta el siguiente diagnóstico:
- Población Total
  - Población 2007 - INEI Censo 2007		905 habitantes
  - Población 2008 - Proyección			880 habitantes
  - Tasa anual de crecimiento poblacional	2.68% año (24 personas)
  - Viviendas 2007 				250
  - Índice de Miembros por familia		3.65
- Densidad Poblacional

Densidad poblacional al 2007			28.63 habitantes/km²
- Población Rural y Urbana
  - Población Urbana 				10.06%
  - Población Rural			        89.94%
- Población por Género
  - Población Femenina				54.90%
  - Población Masculina				45.10%
- Población por Grupos de Edad

CUADRO N.º 1 POBLACIÓN ETARIA - DISTRITO JANJAILLO
Grupo Etario	 Urbano	 Rural	Total	%
De 0 a 4 años	9	87	96	10.61
De 5 a 9 años	11	99	110	12.15
De 10 a 14 años	13	113	126	13.92
De 15 a 19 años	7	75	82	9.06
De 20 a 24 años	3	55	58	6.41
De 25 a 29 años	6	41	47	5.19
De 30 a 34 años	4	34	38	4.20
De 35 a 39 años	6	41	47	5.19
De 40 a 44 años	4	25	29	3.20
De 45 a 49 años	4	31	35	3.87
De 50 a 54 años	5	37	42	4.64
De 55 a 59 años	1	41	42	4.64
De 60 a 64 años	4	33	37	4.09
De 65 a 69 años	5	33	38	4.20
De 70 a 74 años	4	27	31	3.43
De 75 a 79 años	2	25	27	2.98
De 80 a 84 años	1	6	7	0.77
De 85 a 89 años	1	9	10	1.10
De 90 a 94 años	0	0	0	0.00
De 95 a 99 años	1	2	3	0.33
Total   	91	814	905	100.00
%        	10.06	89.94	100
Fuente: CENSO INEI 2007 RESULTADOS DEFINITIVOS.
Elaboración: ET PDC JANJAILLO 2008 – 2012
- Número de familias por Barrios

CUADRO N.º 2 ESTIMADO POBLACION BARRIAL DISTRITO DE JANJAILLO
N.º	POBLACIÓN PERMANENTE EN EL BARRIO	2007
	FAMILIAS POBLACIÓN	%
1. Acomanta (caserío)	       7	27	2.99
2. Azapampa	               14	52	5.75
3. Buenos Aires                   20	72	7.96
4. Cochaillo (Villa Aurora)	12	45	4.98
5. Chinchaycocha	               7	26	2.88
6. Chupa	                       19        7      7.74
7. Janjaillo (Plaza Antigua)	4	13	1.44
8. Jasha	                      13	47	5.20
9. Jisse CPM	              63	231	25.55
10. Huali	                      23	85	9.40
11. Huaripaccha	               1	40	4.42
12. Mayoluli	               3	11	1.22
13. Mitoashpina	               9	33	3.65
14. Río Jasha	              14	50	5.53
15. Riegaspampa	              10	35	3.87
16. Tayapampa	              15	53	5.86
17. Urpay	                       4	11	1.22

TOTAL POBLACIÓN	                     248	904	100.00
Fuente: Recopilación de Campo.
Elaboración: ET PDC JANJAILLO 2008 – 2012
Es pertinente analizar el crecimiento demográfico del distrito de Janjaillo disminuye considerablemente con el último censo de 2007, esta tendencia se manifiesta por la salida de jóvenes elementos hacia diferentes centros urbanos para culminar su preparación en algunos casos y en otros a buscar nuevos horizontes de trabajo, definitivamente las oportunidades de trabajo, estudio y realización familiar está fuera del distrito.

## Autoridades

### Municipales
- 2015 - 2018[3]
  - Alcalde: Narciso Pedro Hilario Espinoza, Movimiento regional Bloque Popular Junín (BPJ).
  - Regidores: Omer Bonilla Palacios (BPJ), Teodoro Enrique Pelayo López (BPJ), Rogelio Espinoza Fabián (BPJ), Gladis Nancy Quispe Camarena (BPJ), Julián Rivas Damián (Alianza para el Progreso).
- 2011-2014[4][5]
  - Alcalde: Neri Espinoza Soriano, Movimiento político regional Perú Libre (PL).
  - Regidores: Ananías Espinoza Espinoza (PL), Hosler Rene Peña Casas (PL), Silverio Espinoza Palacios (PL), María Rivera de Espinoza (PL), Juan Mallaopoma Soriano (Alianza para el Progreso).
- 2007-2010
  - Alcalde: Lucila Barrera Arias.

### Policiales
- Comisaría de Jauja
  - Comisario: Cmdte. PNP. Edson Hernán Cerrón Lazo.[6]

### Religiosas
- Arquidiócesis de Huancayo[7]
  - Arzobispo de Huancayo: Mons. Pedro Barreto Jimeno, SJ.
- Parroquia Santa Fe[8]
  - Párroco: Pbro. Percy Castillo Vílchez.

## Vías de comunicación
Janjaillo tiene un acceso principal de 10,2 km de carretera afirmada y mantenida por Provías Rural, que le permite tener una constante relación con los principales mercados, siendo Jauja la principal, seguido por La Oroya y finalmente su relación con la capital peruana.
CUADRO N.º 3 
DISTANCIAS HACIA EL DISTRITO JANJAILLO
N.º	DESCRIPCION              DESDE             DISTANCIA
1. Carretera Central Lima 234 km + 10.2 km Puente Matachico – Janjaillo carretera afirmada	Lima 244.2 km
2. Carretera Central La Oroya 54 km + 10.2 km Puente Matachico – Janjaillo carretera afirmada La Oroya 64.2 km
3. Carretera Central Huancayo – M. Izquierda 67 km + 10.2 km Puente Matachico – Janjaillo carretera afirmada Huancayo 77.2 km
4. Carretera Central Jauja 26 km + 10.2 km Puente Matachico – Janjaillo carretera afirmada	Jauja 36.2 km

Elaboración: Equipo Técnico del PDC Janjaillo 2008-2012
El distrito de Janjaillo tiene 30,2 km de carreteras interiores que la articulan a sus diferentes centros productivos y le permiten de esta manera una fluidez comercial de sus productos y traslado permanente de su población.
La mayoría de sus accesos no cuenta con el debido mantenimiento, y son poco transitados, pero en épocas de siembra o cosecha si se ve bastante actividad.
El Distrito de Janjaillo es de tamaño pequeño, y está articulada con sus vecinos y pese a estar más cerca de Jauja por las vías afirmadas, se ha optado la principal accesibilidad de la Carretera Central, que es la que más demanda, y esta vía desde el Puente Matachico sobre el Río Mantaro tiene desarrollos fuertes para subir al Distrito de Janjaillo en sus 10,2 km.
Urge poner señalización que indique el acceso más rápido a los Restos Arqueológicos de la ciudadela de Tunanmarca y a la carretera asfaltada de Lomo Largo que comunica Jauja – Tarma – Chanchamayo – Satipo – Oxapampa (Selva Central)
CUADRO N.º 4 
PRINCIPALES VÍAS CON DISTRITOS COLINDANTES
N.º	DE JANJAILLO A: DESCRIPCION DISTANCIA	DEMORA
1. CURICACA (EL ROSARIO) Carretera Asfaltada/Afirmada	18.00 km	20 min
2. PARCO Carretera Asfaltada/Afirmada	15.0 km	        15 min
3. JAUJA Carretera Asfaltada/Afirmada	36.2 km	        45 min
4. POMACANCHA Carretera Afirmada 	         5.0 km 	15 min
5. MARCO Carretera Afirmada 	        10.5 km	        25 min
6. ACOLLA Carretera Afirmada 	         9.0 km	        25 min
7. TUNANMARCA Carretera Afirmada 	         5.5 km	        15 min

## Festividades
- Agosto: Fiesta de "San Santiago" en honor a las animales.
- Octubre: Virgen del Rosario.[9]